# 스페이스 에이지 팝
스페이스 에이지 팝(Space age pop)은 1950년대와 1960년대의 우주 시대에 미국과 멕시코 작곡가, 작곡가, 밴드 리더들과 연관된 쉬운 듣기 또는 라운지 음악의 하위 장르이다. 이 장르는 스테레오 사운드, 멀티트랙 녹음, 초기 전자 악기와 같은 새로운 오디오 기술을 이용하여 기술, 우주 공간 및 "이색적인" 위치에 현대적인 관심을 끌었다. 어윈 추시드는 이 장르의 전성기를 "1954년부터 1963년까지 하이파이의 여명기부터 비틀즈의 도래까지"로 파악했다. 이 장르의 주요 아티스트로는 후안 가르시아 에스퀴벨, 레스 백스터, 에녹 라이트, 헨리 만치니, 딕 하이먼, 장 자크 페레이 등이 있다.